# استان خراسان شمالی
استان خراسان شمالی یکی از استان‌های ایران است که در شمال‌شرق ایران و در منطقه خراسان واقع گردیده است. مرکز این استان شهر بجنورد است. خراسان شمالی از طرف شمال با کشور ترکمنستان، از سوی شرق و جنوب با استان خراسان رضوی، از جنوب غربی با استان سمنان و از سوی غرب با استان گلستان همسایه است.
این استان در سال ۱۳۸۳ و پس از تقسیم استان خراسان به سه استان (خراسان رضوی، خراسان شمالی، خراسان جنوبی) ایجاد شد. گستره این استان ۲۸٬۴۳۴ کیلومتر مربع بوده که جایگاه پانزدهم را در کشور دارد. جمعیت استان خراسان شمالی برپایه سرشماری در سال ۱۳۹۵، برابر با ۸۶۳٬۰۹۲ نفر در قالب ۲۰۹٬۸۵۰ خانوار بوده است. گروه‌های قومی در این استان به ترتیب شامل کُردها، تُرک‌ها، فارس‌ها، ترکمن‌ها و تات‌ها می‌شود. افزون بر این قومیت‌ها اقوام عرب، سیستانی، بلوچ و لر نیز در این استان سکونت دارند. وجود اقوام گوناگون با فرهنگ‌ها و آداب و رسوم متفاوت سبب شده این استان به گنجینه فرهنگ‌ها شهرت یابد.بجنورد، شیروان و اسفراین به ترتیب پرجمعیت‌ترین شهرستان‌های استان خراسان شمالی به حساب می‌آیند.

## آمار جمعیتی
برپایه آخرین آمار، خراسان شمالی با نیم درصد تفاوت از میانگین سواد در کشور، چهارمین استان بی‌سواد کشور است. نرخ شهرنشینی برابر با ۴۸٫۳۶ درصد، نرخ بیکاری ۵٫۹ و نرخ مشارکت اقتصادی ۴۰٫۷ درصد بوده است.

## شهرها

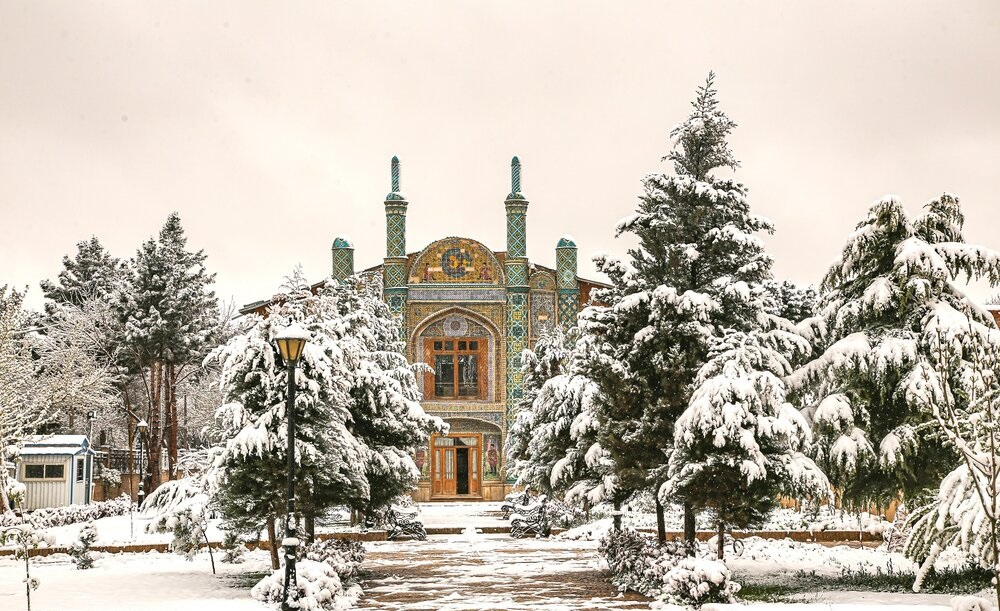
بجنورد (مرکز استان)
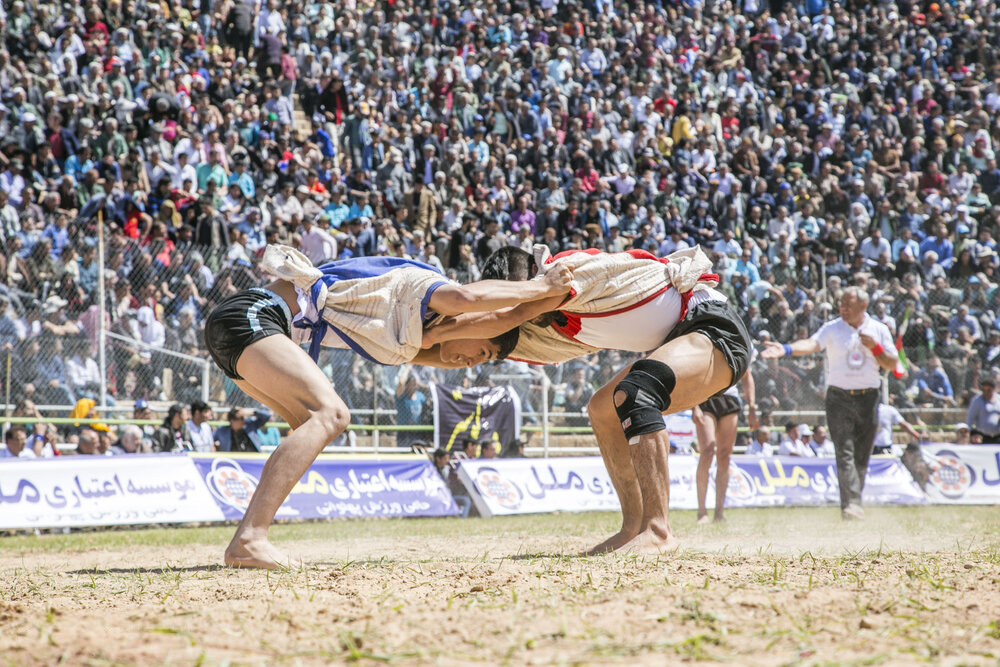
اسفراین (مهد کشتی باچوخه)
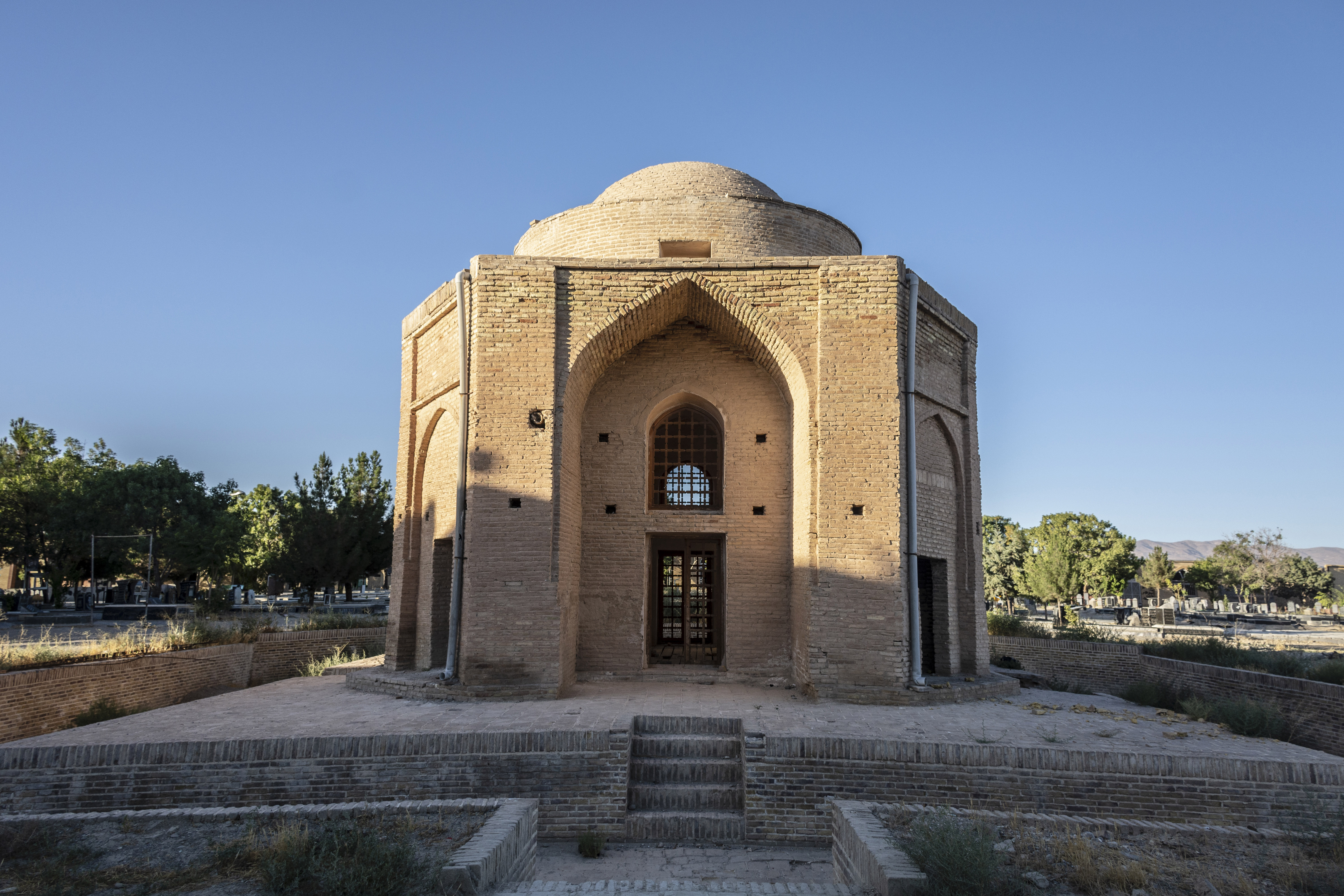
شیروان (دومین شهر استان)
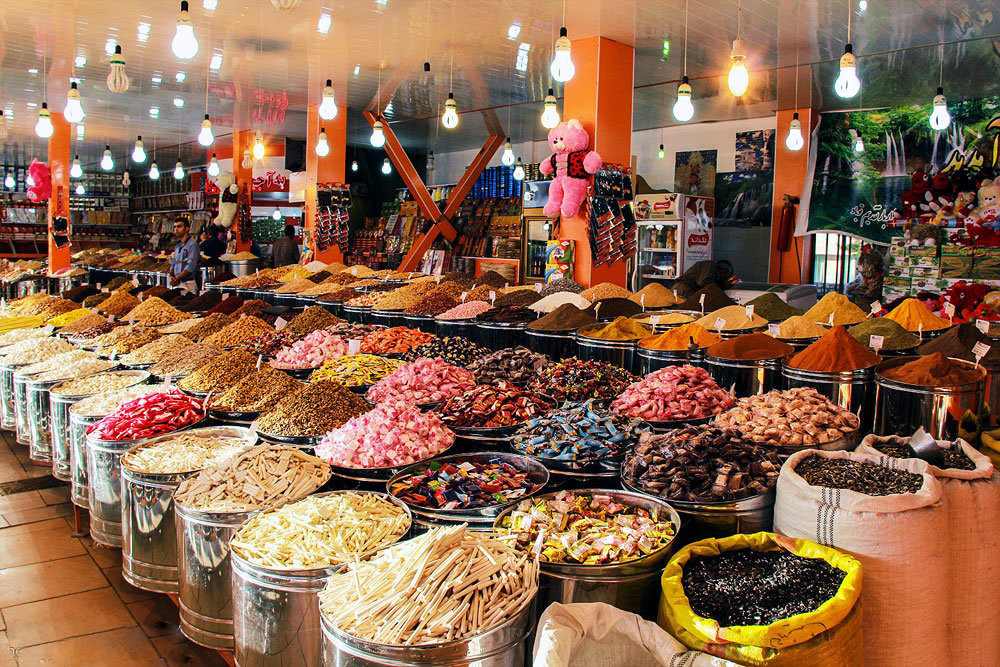
فاروج (پایتخت آجیل و خشکبار ایران)
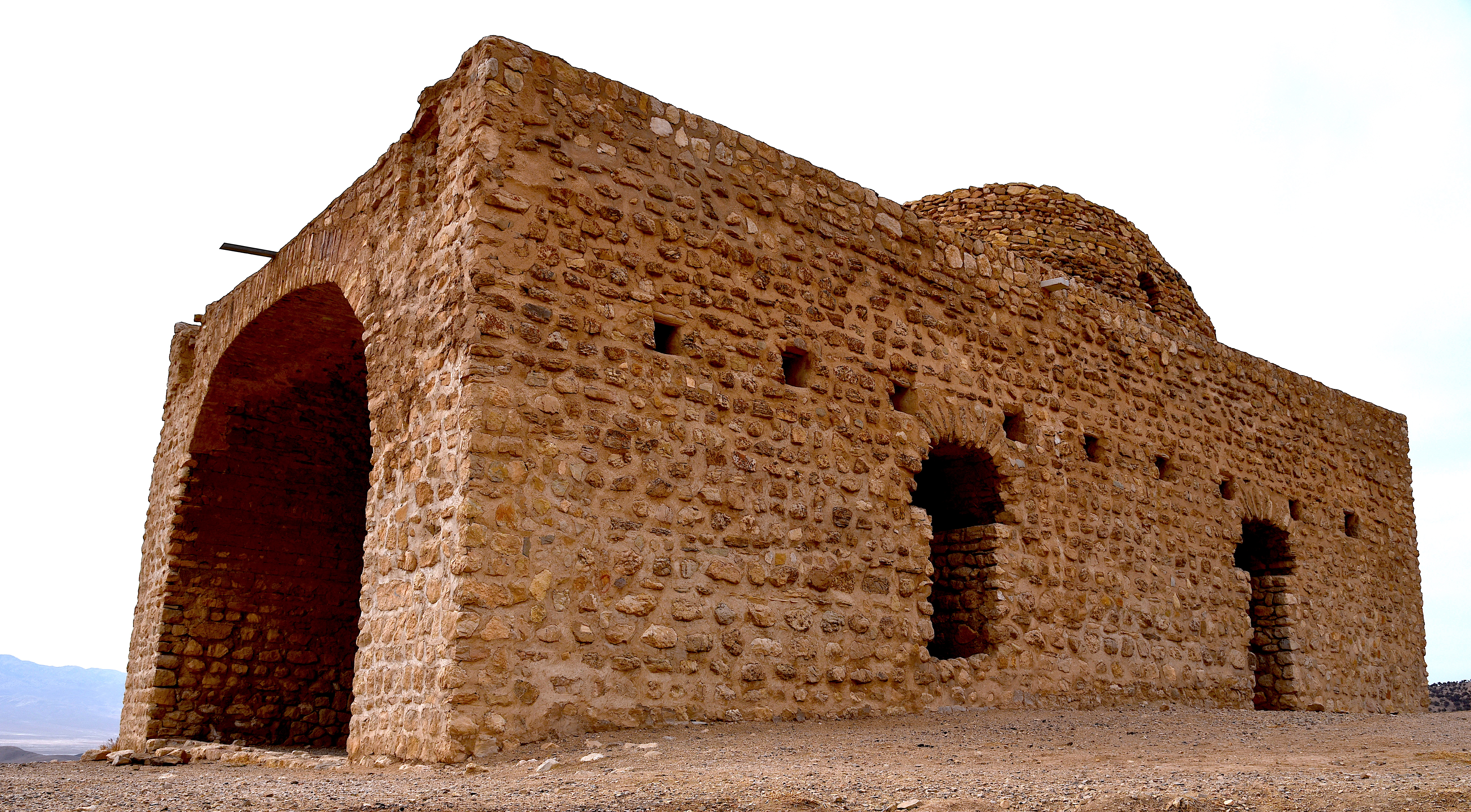
آشخانه (سرسبزترین شهر استان)
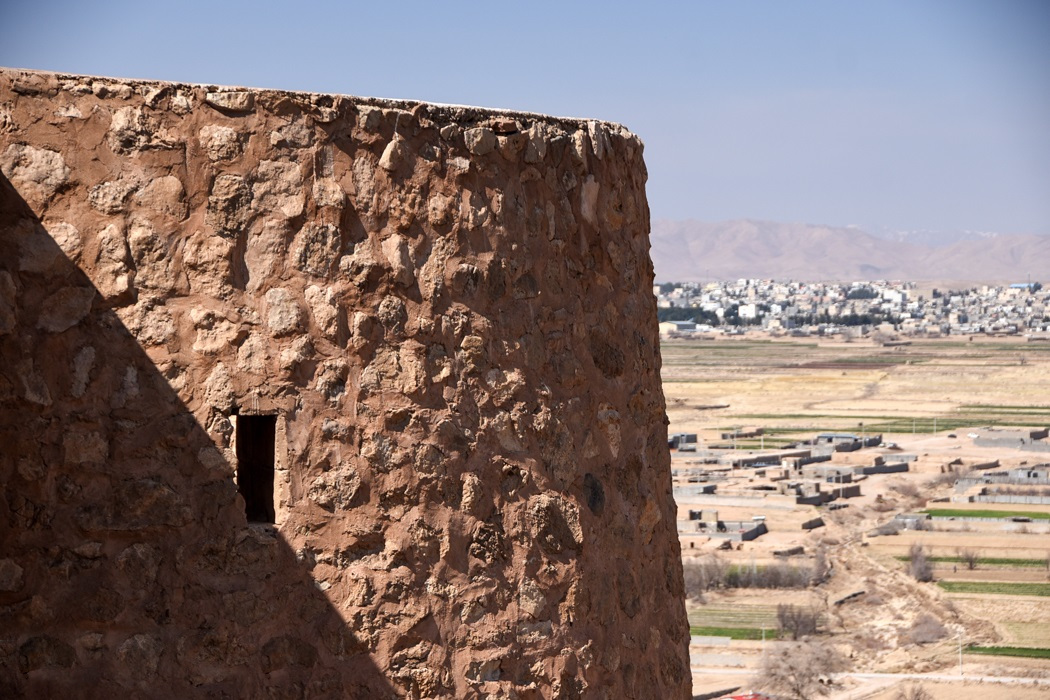
جاجرم (مهد اندیشه و هنر)

## بحث الحاق قوچان و درگز
شهرستان قوچان و شهرستان درگز دو شهرستان در شمال استان خراسان رضوی هستند.
این دو شهرستان در هنگام تقسیم استان خراسان نیز با توجه به قرابت فرهنگی و بومی خود به استان خراسان شمالی  قرار بود به خراسان شمالی الحاق شوند
اما  به دلایل عدم رغبت مردم و فرمانداران این شهرستان این دو شهرستان در استان خراسان رضوی باقی ماندند.
بعضی از استانداران خراسان شمالی با توجه به الحاق شهرستان‌های شهرستان قائنات ،فردوس،طبس به خراسان جنوبی ابراز امیدواری کرده بودند
دو پارگیحوزه انتخابیه قوچان و فاروج نشانه‌ای از  این عدم تقسیم درست استان است.
قوچان در فاصله ۱۲۰ کیلومتر بجنورد و درگز در فاصله۲۲۰ کیلومتری بجنورد قرار دارد
استانداران خراسان شمالی اظهار داشتند که با توجه رشد و توسعه شهرستان‌هایشیروان وفاروج نسبت به این دو شهرستان را می‌توان مقایسه خوبی از این قیاس دانست.
با اینکه  شهرستان‌های خراسان شمالی از موقع تقسیم استان رشد خوبی را تجربه کرده اند
اما همچنان شهرستان مانه،شهرستان راز و جرگلان‌وشهرستان سملقان  رشد آنچنانی نداشتند و باعث تمرکز گرایی  بیشتر بجنورد شدند.
شهرستان قوچان دارای گمرک و پایانه مرزی و کارخانه‌های متعدد لبنیات و آساک دوچرخه و ....
است برای همین برای دو شهربجنورد ومشهد اهمیت بالایی پیدا می‌کند.

## موقعیت جغرافیایی
استان خراسان شمالی با گستره‌ای نزدیک به ۲۸٬۱۷۹ کیلومتر مربع، از ۱۰ شهرستان: بجنورد (مرکز استان)، شیروان، اسفراین، بام و صفی‌آباد، سملقان، راز و جرگلان، جاجرم، فاروج، گرمه و مانه تشکیل شده است.
آثار یافت‌شده در این استان نشان از پیشینه تاریخی آن دارد. به عنوان مثال محوطه باستانی معروف به پهلوان و کوه حیدران جاجرم، پیشینه‌ای بیش از ۱۲ هزار سال دارند. کهن‌ترین آثار باستانی پابرجای پیش از اسلام (بنای سنگی اسپاخو)، در غرب شهرستان مانه و سملقان در فاصله پنج کیلومتری شمال شاهراه آسیایی در روستای اسپاخو نیز دلیل دیگری بر درستی این ادعاست.
این استان، از دید موقعیت جغرافیایی از شمال با کشور ترکمنستان (با ۲۸۱ کیلومتر مرز مشترک)، از شرق و جنوب با استان خراسان رضوی، از جنوب غربی با استان سمنان و از غرب با استان گلستان هم‌مرز است.

## آب و هوا
استان خراسان شمالی دارای تنوع آب و هوایی است. به‌دلیل گسترش نواحی کوهستانی، آب و هوای آن اغلب معتدل کوهستانی است. قسمت‌هایی از جنوب استان به‌دلیل مجاورت با کویر مرکزی از آب و هوای بیابانی و نیمه بیابانی و قسمت‌های مرتفع آن، از آب و هوای سرد کوهستانی برخوردار است.
میانگین دمای سالانه استان در یک دوره آماری ۳۰ ساله، ۳/۱۳ درجه سانتیگراد است. دی ماه با میانگین حداقل دمای ۵/۱ درجه سانتیگراد سردترین و تیرماه با میانگین حداکثر دمای ۷/۲۴ درجه سانتیگراد گرم‌ترین ماه سال است. بر اساس آمار اداره کل هواشناسی استان، فاروج سردترین و جاجرم گرم‌ترین شهرهای استان هستند.

### توده‌های هوا
- تودهٔ هوای سرد سیبری: این توده هوا از اوایل پائیز تا اوایل بهار، آب و هوای استان را تحت تأثیر قرار می‌دهد. با ورود هوای سرد سیبری، دما به شدت کاهش می‌یابد و در صورت وجود رطوبت کافی، بارندگی‌ها به صورت برف خواهد بود. اولین مسیر ورود این توده هوا به ایران، استان خراسان شمالی است.
- تودهٔ هوای مرطوب غربی: این توده هوا از اوایل پائیز وارد استان شده و فعالیت آن تا اواسط خرداد ادامه دارد. اوج فعالیت این توده هوا در فصل زمستان است که عامل اصلی بارش در استان است.
- تودهٔ هوای گرم و خشک: این توده هوا در فصل تابستان از سمت جنوب، آب و هوای استان را تحت تأثیر قرار داده و باعث خشکی هوا و افزایش دما می‌شود.

## تقسیمات کشوری

تراکم جمعیت شهرستان‌های استان خراسان شمالی در ۱۳۹۹ (شهرستان‌های پر رنگ از تراکم جمعیتی بالایی برخوردارند)

این استان از ۱۰ شهرستان، ۲۵ شهر، ۲۲ بخش، ۴۹ دهستان و ۷۵۹ روستای دارای سکنه تشکیل شده است.
جدول ذیل: آمار تقسیات کشوری استان بر مبنای سال ۱۳۹۵:
| شهرستان       | جمعیت | شهر           | جمعیت        | بخش            | دهستان    |
| ------------- | ----- | ------------- | ------------ | -------------- | --------- |
| بجنورد        | ۳۳۴   | بجنورد        | ۱۹۹          | مرکزی          | آلا داغ   |
| بجنورد        | ۳۳۴   | چناران شهر    |              | مرکزی          | بابا امان |
| بجنورد        | ۳۳۴   | بدرانلو       |              | مرکزی          |           |
| بجنورد        | ۳۳۴   | حصار گرمخان   | گرمخان       | گرمخان         |           |
| بجنورد        | ۳۳۴   | گیفان         | گرمخان       |                |           |
| شیروان        | ۱۷۲   | شیروان        | ۸۸           | مرکزی          | حومه      |
| شیروان        | ۱۷۲   | زیارت         |              | مرکزی          | زیارت     |
| شیروان        | ۱۷۲   | خانلق         | زوارم        | مرکزی          |           |
| شیروان        | ۱۷۲   | سیوکانلو      |              | مرکزی          |           |
| شیروان        | ۱۷۲   | گلیان         |              | مرکزی          |           |
| شیروان        | ۱۷۲   | قوشخانه       | قوشخانه      | قوشخانه بالا   |           |
| شیروان        | ۱۷۲   | قوشخانه پایین | قوشخانه      |                |           |
| شیروان        | ۱۷۲   | لوجلی         | سرحد         | تکمران         |           |
| شیروان        | ۱۷۲   | جیرستان       | سرحد         |                |           |
| اسفراین       | ۱۲۱   | اسفراین       | ۶۱           | مرکزی          | آذری      |
| اسفراین       | ۱۲۱   | رویین         |              | مرکزی          |           |
| اسفراین       | ۱۲۱   | میلانلو       |              | مرکزی          |           |
| اسفراین       | ۱۲۱   |               |              | زرق‌آباد        | دامن‌کوه   |
| اسفراین       | ۱۲۱   | زرق‌آباد       |              | زرق‌آباد        |           |
| سملقان        | ۷۶    | آشخانه        | ۲۲           | مرکزی          | حومه      |
| سملقان        | ۷۶    | جیران‌سو       |              | مرکزی          |           |
| سملقان        | ۷۶    | آوا           |              | سملقان         | آلمه      |
| سملقان        | ۷۶    | قاضی          | قاضی         | سملقان         |           |
| فاروج         | ۶۰    | فاروج         | ۱۸           | مرکزی          | فاروج     |
| فاروج         | ۶۰    | سنگر          |              | مرکزی          |           |
| فاروج         | ۶۰    | شاه جهان      |              | مرکزی          |           |
| فاروج         | ۶۰    | تیتکانلو      | ۴            | خبوشان         | تیتکان لو |
| فاروج         | ۶۰    | حصار          |              | خبوشان         |           |
| جاجرم         | ۳۸    | جاجرم         | ۱۸           | مرکزی          | میان دشت  |
| جاجرم         | ۳۸    | شوقان         |              | جلگه شوقان     | شوقان     |
| جاجرم         | ۳۸    | طبر           |              | جلگه شوقان     |           |
| جاجرم         | ۳۸    | سنخواست       | جلگه سنخواست | چهارده سنخواست |           |
| جاجرم         | ۳۸    | دربند         | جلگه سنخواست |                |           |
| گرمه          | ۲۵    | گرمه          | ۱۱           | مرکزی          | گلستان    |
| گرمه          | ۲۵    | ایور          | ۴            | مرکزی          | بالا دشت  |
| گرمه          | ۲۵    | درق           | ۷            | مرکزی          | بالا دشت  |
| راز و جرگلان  | ۶۰    | راز           | ۵            | مرکزی          | راز       |
| راز و جرگلان  | ۶۰    | باغلق         |              | مرکزی          |           |
| راز و جرگلان  | ۶۰    | یکه‌سعود       | ۲            | جرگلان         | جرگلان    |
| راز و جرگلان  | ۶۰    | حصارچه        |              | جرگلان         |           |
| راز و جرگلان  | ۶۰    | غلامان        | ۲            | غلامان         | غلامان    |
| راز و جرگلان  | ۶۰    | راستقان       |              | غلامان         |           |
| بام و صفی‌آباد | ۱۷    | صفی‌آباد       | ۳            | مرکزی          | صفی‌آباد   |
| بام و صفی‌آباد | ۱۷    | دهنه‌شیرین     |              | مرکزی          |           |
| بام و صفی‌آباد | ۱۷    |               |              | بام            | بام       |
| بام و صفی‌آباد | ۱۷    | ساریگل        |              | بام            |           |
| مانه          | ۲۶    | پیش قلعه      |              | مرکزی          | اترک      |
| مانه          | ۲۶    | عشق آباد      |              | مرکزی          |           |
| مانه          | ۲۶    |               |              | شیرین‌سو        | شیرین سو  |
| مانه          | ۲۶    | کهنه جلگه     |              | شیرین‌سو        |           |

### موضوع جدول ذیل
تقسیمات کشوری مربوط به تأسیس شهرستان‌های استان خراسان شمالی تا سال ۱۴۰۱:
| سال تأسیس | ۱۳۱۶              | ۱۳۳۹         | پس از انقلاب | ۱۳۷۶         | ۱۳۷۹          | ۱۳۸۳          | ۱۳۸۳         | ۱۳۸۳          | ۱۳۸۷          | ۱۳۸۷          | ۱۳۹۵          | ۱۴۰۱          | ۱۴۰۲          |
| --------- | ----------------- | ------------ | ------------ | ------------ | ------------- | ------------- | ------------ | ------------- | ------------- | ------------- | ------------- | ------------- | ------------- |
| خراسان    | سبزوار            | اسفراین      | اسفراین      | اسفراین      | اسفراین       | اسفراین       | خراسان شمالی | اسفراین       | اسفراین       | اسفراین       | اسفراین       | اسفراین       | اسفراین       |
| خراسان    | سبزوار            | اسفراین      | اسفراین      | اسفراین      | اسفراین       | اسفراین       | خراسان شمالی | اسفراین       | اسفراین       | اسفراین       | اسفراین       | بام و صفی‌آباد | بام و صفی‌آباد |
| خراسان    | بجنورد            | اسفراین      | اسفراین      | جاجرم        | جاجرم         | جاجرم         | خراسان شمالی | جاجرم         | جاجرم         | گرمه          | گرمه          | گرمه          | گرمه          |
| خراسان    | بجنورد            | بجنورد       | بجنورد       | جاجرم        | جاجرم         | جاجرم         | خراسان شمالی | جاجرم         | جاجرم         | جاجرم         | جاجرم         | جاجرم         | جاجرم         |
| خراسان    | بجنورد            | بجنورد       | بجنورد       | بجنورد       | مانه و سملقان | مانه و سملقان | خراسان شمالی | مانه و سملقان | مانه و سملقان | مانه و سملقان | مانه و سملقان | مانه و سملقان | سملقان        |
| خراسان    | بجنورد            | بجنورد       | بجنورد       | بجنورد       | مانه و سملقان | مانه و سملقان | خراسان شمالی | مانه و سملقان | مانه و سملقان | مانه و سملقان | مانه و سملقان | مانه و سملقان | مانه          |
| خراسان    | بجنورد            | بجنورد       | بجنورد       | بجنورد       | بجنورد        | بجنورد        | خراسان شمالی | بجنورد        | بجنورد        | بجنورد        | راز و جرگلان  | راز و جرگلان  | راز و جرگلان  |
| خراسان    | بجنورد            | بجنورد       | بجنورد       | بجنورد       | بجنورد        | بجنورد        | خراسان شمالی | بجنورد        | بجنورد        | بجنورد        | بجنورد        | بجنورد        | بجنورد        |
| خراسان    | بجنورد            | شیروان       | شیروان       | شیروان       | شیروان        | شیروان        | خراسان شمالی | شیروان        | شیروان        | شیروان        | شیروان        | شیروان        | شیروان        |
| خراسان    | قوچان             | شیروان       | شیروان       | شیروان       | شیروان        | شیروان        | خراسان شمالی | شیروان        | شیروان        | شیروان        | شیروان        | شیروان        | شیروان        |
| خراسان    | قوچان             | قوچان        | قوچان        | قوچان        | فاروج         | فاروج         | فاروج        | فاروج         | فاروج         | فاروج         | فاروج         |               |               |
| خراسان    | قوچان             | قوچان        | قوچان        | قوچان        | قوچان         | خراسان رضوی   | خراسان رضوی  | خراسان رضوی   | خراسان رضوی   | خراسان رضوی   | خراسان رضوی   | خراسان رضوی   |               |
| خراسان    | درگز              |              |              |              |               | خراسان رضوی   | خراسان رضوی  | خراسان رضوی   | خراسان رضوی   | خراسان رضوی   | خراسان رضوی   | خراسان رضوی   |               |
| خراسان    | شهرستان‌های دیگر … |              |              |              |               | خراسان رضوی   | خراسان رضوی  | خراسان رضوی   | خراسان رضوی   | خراسان رضوی   | خراسان رضوی   | خراسان رضوی   |               |
| خراسان    | خراسان جنوبی      | خراسان جنوبی | خراسان جنوبی | خراسان جنوبی | خراسان جنوبی  | خراسان جنوبی  | خراسان جنوبی |               |               |               |               |               |               |

طبق جدول مزبور، در سال ۱۳۱۶ خورشیدی، فقط شهرستان بجنورد وجود داشت که به تدریج ۴ شهرستان از آن منفک شد و هر کدام شهرستان مستقلی شدند. (توجه: شهرستان اسفراین از شهرستان سبزوار و شهرستان فاروج و شیروان، از شهرستان قوچان جدا شده است)
فهرست شهرهای استان خراسان شمالی

## جغرافیا طبیعی
ناهمواری ایران به دو قسمت سرزمین‌های مرتفع و سرزمین‌های پست و هموار تقسیم می‌شوند. استان خراسان شمالی به لحاظ جغرافیای طبیعی یک سرزمین کوهستانی ــ دشتی است که سهم هریک از نواحی کوهستانی و هموار و یکسان است. مرتفع‌ترین نقطه استان، شاه‌جهان با ارتفاع ۳۰۵۱ متر از سطح دریا، در شمال شرقی اسفراین و جنوب غربی فاروج قرار دارد و پست‌ترین نقطه آن، روستای تازه‌یاب در شهرستان مانه و سملقان است که ۴۰۰ متر از سطح دریا ارتفاع دارد.

#### رشته کوه‌ها
- کوه‌های هزار مسجد: کوه‌های هزار مسجددر بخش شمالی استان واقع شده‌اند. از غرب به دریای خزر و از شرق به ارتفاعات هزار مسجد خراسان رضوی منتهی می‌شوند. این ارتفاعات در چین خوردگی‌های آلپ ــ هیمالیا شکل گرفته‌اند. این ارتفاعات جهت شمال غربی ــ جنوب شرقی دارند و از نظر زمین‌شناسی شبیه کوه‌های زاگرس هستند. از مهم‌ترین ویژگی‌های آنها می‌توان به منابع غنی آب، سازنده‌های آهکی، فرسایش آبی و وجود پدیده‌های کارستی اشاره نمود. مرتفع‌ترین قلهٔ این رشته کوه، میسینو است.
- کوه‌های آلاداغ: ارتفاعات آلادغ در قسمت میانی استان واقع شده‌اند و ادامه کوه‌های البرز می‌باشند که همراه ارتفاعات بینالود در خراسان رضوی، رشته کوه آلاداغ ــ بینالود را تشکیل می‌دهند. این کوه‌ها با جهت شرقی ــ غربی از سمت شمال به دشت‌های بجنورد، سملقان، شیروان و فاروج و از سمت جنوب به دشت‌های جاجرم، اسفراین و صفی‌آباد محدود می‌شوند. بلندترین قله آن شاه جهان است که ۳۰۵۱ متر از سطح دریا ارتفاع دارد. از قله‌های دیگر این رشته می‌توان به سالوک بأ ا ارتفاع ۲۹۸۱ متر اشاره کرد که در جنوب شهر بجنورد قرار دارد. از ویژگی‌های این ارتفاعات، رسوبی بودن اغلب سنگ‌ها، وجود گسل‌های متعدد، جوان بودن چین‌خوردگی‌ها و فرسایش آبی است.

#### دشت‌ها
دشت‌های استان تحت تأثیر دو دسته عوامل ساختمانی و آبرفتی شکل گرفته‌اند. ابتدا در اثر حرکات زمین ساختی چاله‌هایی در این سرزمین شکل گرفته، سپس این چاله‌ها توسط آبرفت رودها پر شده و دشتهای آبرفتی را شکل داده‌اند. مانند دشت شیروان که توسط رسوبات رود اترک پوشیده شده است. برخی از دشت‌ها به‌دلیل دور بودن از منابع آب حالت ساختمانی و تکتونیکی خود را حفظ کرده‌اند که دشت تکتونیکی نام دارند. دشت‌های استان از نظر حاصلخیزی خاک یکسان نیستند. برخی مانند دشت‌های فاروج، شیروان، بجنورد، مانه، سملقان و اسفراین حاصل‌خیزند و برخی از آن‌ها مانند دشت‌های گرمه، جاجرم و سنخواست حاصل‌خیز نیستند.

### رودها
- رودخانه اترک
- قره سو: این رود از دامنه‌های جنوبی آلاداغ در شهرستان اسفراین سرچشمه می‌گیرد. در جنوب اسفراین شاخه‌های دیگری وارد آن می‌شود. پس از عبور از شهرستان اسفراین وارد شهرستان جاجرم شده و در جنوب غربی جاجرم به رود کال شور خارتوران پیوسته و به کویر مرکزی می‌ریزد. آب این رود در نواحی کوهستانی کیفیت مطلوبی دارد. اما پس از عبور از سازندهای آهکی، گچی و نمکی در جنوب اسفراین و سنخواست به‌دلیل شوری بیش از حد، برای مصارف کشاورزی و شرب نامناسب می‌شود.

### جنگل
جنگل‌های استان با وسعتی حدود ۴۰۷۹۱۵ هکتار، ۲۲/۲۰ درصد از پوشش گیاهی استان را به خود اختصاص می‌دهند. مساحت جنگل‌های استان تقریباً ۳/۳ درصد از کل مساحت جنگل‌های کشور را شامل می‌شود. این جنگل‌ها عمدتاً از نوع غیرتجاری بوده و به‌دلیل نقش محافظت از خاک اهمیت ویژه‌ای دارند. طبق طبقه‌بندی‌های علمی جنگلهای استان در ردیف جنگلهای ایران ــ توران و ناحیه رویشی هیرکانی قرار می‌گیرند. در مقایسه با گونه‌های ایران ــ تورانی، مساحت جنگل‌های هیرکانی در استان کم و به صورت نوار باریکی در جنوب و جنوب غربی شهرستان مانه و سملقان قابل مشاهده است. از نظر میزان تراکم گونه‌های گیاهی، از کل جنگل‌های استان، در حدود۱۸۰۹۰ هکتار را جنگل‌های انبوه، ۱۱۴۵۹۷ هکتار را جنگل‌های نیمه انبوه و در حدود ۲۷۵۹۱۸ هکتار را جنگل‌های تنک تشکیل می‌دهند.

#### حیات وحش
استان خراسان شمالی به‌دلیل تنوع زیست‌محیطی، مقام ممتازی در بین استان‌های کشور دارد. به همین منظور سازمان محیط زیست اقدام به تأسیس چندین پارک ملی، منطقه حفاظت‌شده و پناهگاه حیات وحش در این استان نموده است.
1. پارک ملی و منطقهٔ حفاظت‌شده ساریگل
2. پارک ملی و منطقه حفاظت‌شده سالوک
3. منطقه حفاظت‌شده قورخود
4. منطقه حفاظت‌شده گلیل سرانی
5. پناهگاه حیات وحش میاندشت

## مردم‌شناسی

### اقوام و زبان‌ها

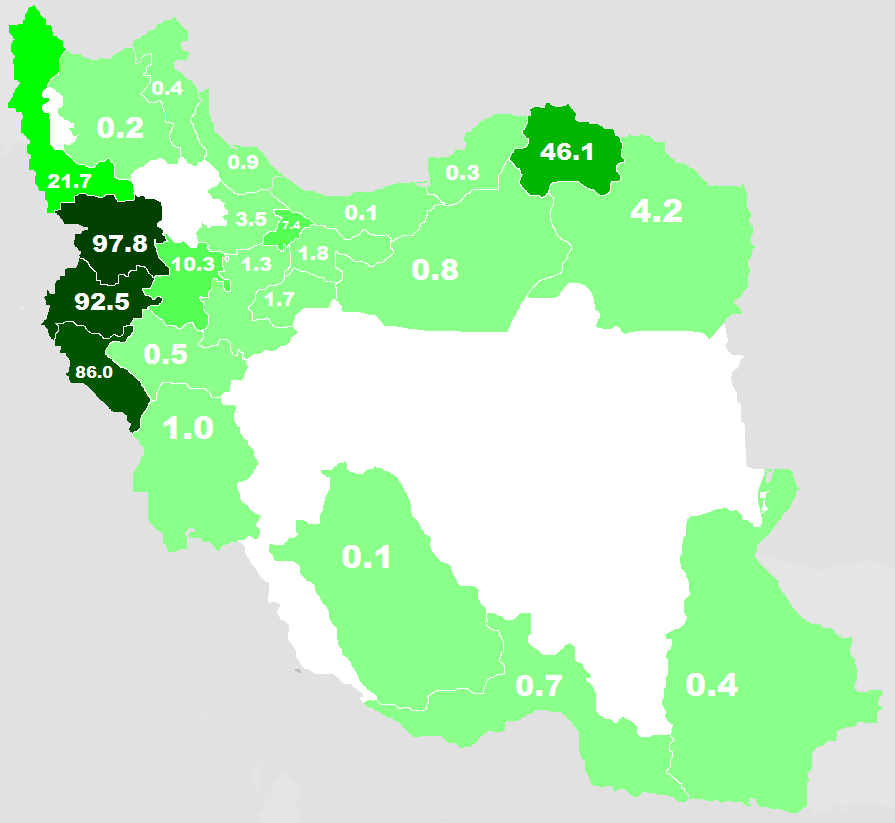
پراکنش مردم کرد در ایران بر اساس استان‌ها

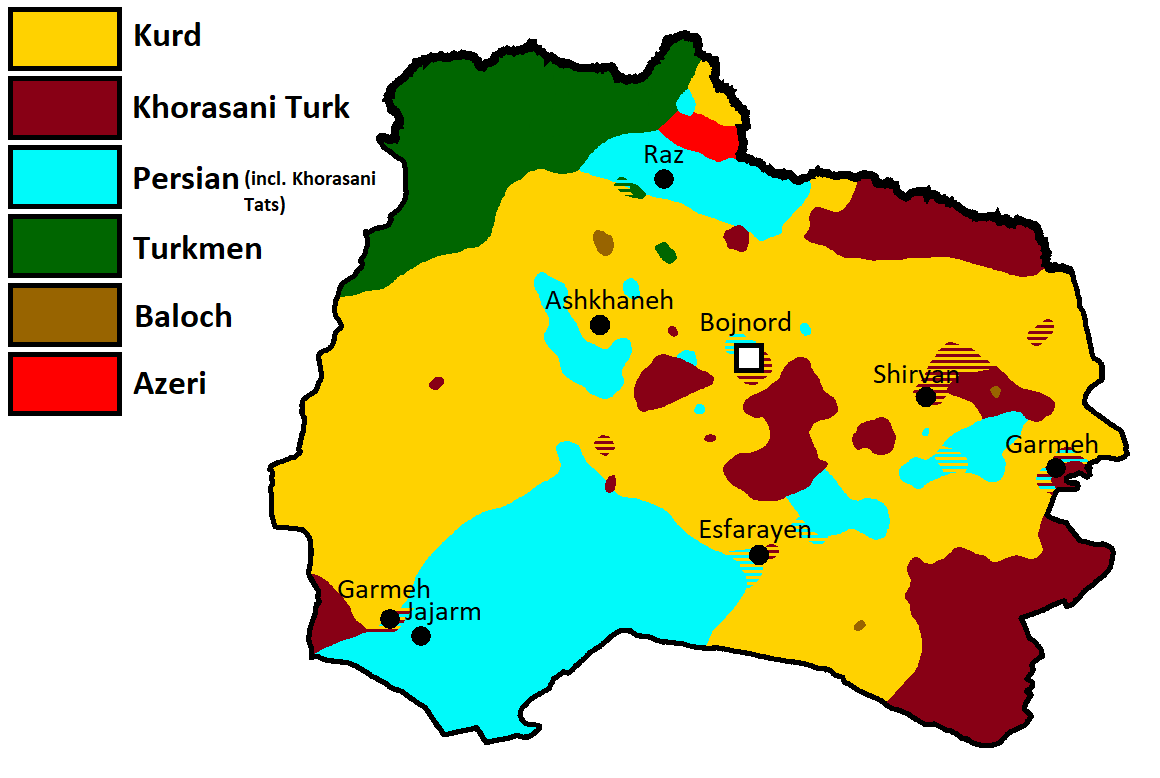
پراکنش اقوام در استان خراسان شمالی

اقوام ساکن در استان خراسان شمالی شامل کردها، ترک‌ها، فارسی‌زبانان، ترکمن‌ها و تات‌ها می‌باشند. زبان‌های کردی کرمانجی و ترکی خراسانی به همراه فارسی بعنوان زبان‌های رایج در این استان شناخته می‌شوند.
به‌طور کل کردهای کرمانج ۴۶٫۱ درصد ترکیب جمعیت استان را تشکیل می‌دهند. فارسی‌زبان‌ها ۲۷٫۸ درصد، ترک‌های خراسانی ۲۰٫۶ درصد و ترکمن‌ها ۳ درصد و سایر اقوام نیز ۲٫۵ درصد در این استان سکونت دارند. تات‌ها بومیان این استان هستند. تات‌زبانان در محلاتی از شهر بجنورد، در شهر سنخواست و پیرامون، شوقان و غیره رواج دارد. همچنین مردم روستاهای روئین، ارکان، کسرق، بیدواز، نیش‌کیش، گنجدان، کوران و قلعه‌نو در شهرستان اسفراین، ۱۴ درصد مردم شهر اسفراین، مردم روستاهای گیفان، طبر، محمدآباد در شهرستان بجنورد، و روستاهای مهرآباد، برزل‌آباد، حصار سه‌یک‌آب، فیض‌آباد، اسلام‌آباد، امان‌آباد، کارخانه قند، منصوران، امامزاده مشهد طرقی بالا و پایین و گلیان و برزلی و ورک در شهرستان شیروان.در زمان شاه‌اسماعیل و شاه‌عباس صفوی گروهی از مردم کرمانج (شاخه‌ای از کردها) از غرب ایران و برخی از ترک‌زبان‌های آذربایجان نیز به خراسان شمالی کوچانده شدند.
نظرسنجی سال ۱۳۸۹

طی پژوهشی که به سفارش شورای فرهنگ عمومی در سال ۱۳۸۹ انجام شد و براساس یک بررسی میدانی و یک جامعه آماری از میان شهروندان ۲۸۸ شهر و حدود ۱۴۰۰ روستای سراسر کشور، درصد اقوامی که در این نظر سنجی نمونه‌گیری شد در این استان به قرار زیر بود:
| اقوام استان خراسان شمالی | اقوام استان خراسان شمالی | اقوام استان خراسان شمالی | اقوام استان خراسان شمالی | اقوام استان خراسان شمالی |
| ------------------------ | ------------------------ | ------------------------ | ------------------------ | ------------------------ |
| قومیت                    | قومیت                    |                          | درصد                     | درصد                     |
| کُرد                      | کُرد                      |                          | ۴۶٫۱٪                    | ۴۶٫۱٪                    |
| فارس                     | فارس                     |                          | ۲۷٫۸٪                    | ۲۷٫۸٪                    |
| ترک                      | ترک                      |                          | ۲۰٫۶٪                    | ۲۰٫۶٪                    |
| ترکمن                    | ترکمن                    |                          | ۳٪                       | ۳٪                       |
| سایر                     | سایر                     |                          | ۲٫۵٪                     | ۲٫۵٪                     |

### دین و مذهب
استان خراسان شمالی یکی از متنوع‌ترین سرزمین‌های امروزی ایران است که تا حد زیادی نمایانگر ساختار قومی ایران است. بیشتر مردم خراسان شمالی مسلمان شیعه هستند که غالباً کردهای کرمانج، ترک‌های خراسانی، فارسی‌زبانان و غیره هستند، اگرچه اقلیتی از اهل سنت نیز وجود دارند که عموماً ترکمن، بلوچ و فارسی‌زبان هستند.
| دین مردم خراسان شمالی | دین مردم خراسان شمالی | دین مردم خراسان شمالی | دین مردم خراسان شمالی | دین مردم خراسان شمالی |
| --------------------- | --------------------- | --------------------- | --------------------- | --------------------- |
|                       |                       |                       |                       |                       |
| شیعه                  | شیعه                  |                       | ۹۷٪                   | ۹۷٪                   |
| سنی                   | سنی                   |                       | ۳٪                    | ۳٪                    |

## آموزش عالی
درحال حاضر دانشگاه بجنورد، دانشگاه آزاد اسلامی بجنورد، دانشگاه علوم پزشکی بجنورد، دانشگاه‌های غیرانتفاعی اشراق و حکیمان، دانشگاه پیام نور بجنورد و دانشگاه فرهنگیان در شهر بجنورد،
و همچنین دانشگاه آزاد اسلامی اسفراین، مجتمع آموزش عالی اسفراین، دانشگاه علمی کاربردی فولاد، دانشکده علوم پزشکی اسفراین و دانشگاه پیام نور اسفراین در شهرستان اسفراین
و دانشگاه آزاد اسلامی شیروان، دانشگاه پیام نور شیروان، مجتمع آموزش عالی شیروان، مجتمع آموزش عالی سلامت شیروان، دانشگاه علمی کاربردی شیروان، دانشگاه غیرانتفاعی علم و ادب نوین، دانشکده فنی پسران پروفسور حسابی، آموزشکده فنی و حرفه‌ای سما در شهرستان شیروان
دانشگاه پیام نور آشخانه،دانشگاه پیام نور پیش قلعه،دانشکده کشاورزی سمنگان،دانشگاه آزاداسلامی آشخانه
در شهرستان‌های سملقان و مانه
و همین‌طور دانشگاه آزاد اسلامی جاجرم و دانشگاه پیام نور جاجرم و دانشگاه جامع علمی کاربردی جاجرم، دانشکدهٔ فنی جاجرم نیز در شهر جاجرم
دانشگاه فنی حرفه‌ای سما در شهرستان فاروج، دانشگاه پیام نور فاروج، فعالیت دارند.
دانشگاه بجنورد به عنوان بزرگ‌ترین مجتمع دانشگاهی در استان خراسان شمالی در سال ۱۳۸۴ تأسیس شده است و درحال حاضر در رشته‌های متعدد مقطع کارشناسی و کارشناسی ارشد دانشجو می‌پذیرد. همچنین، مرکز مشاوره و خدمات روانشناختی این دانشگاه که در سال ۱۳۸۶ تأسیس شده است درحال حاضر از مراکز مهم خدمات روانشناختی این استان است.
دانشکده کشاورزی شیروان اولین واحد دانشگاه دولتی در استان خراسان شمالی از سال ۱۳۶۲ زیر نظر دانشگاه فردوسی مشهد مشغول فعالیت آموزشی و پژوهشی است.

## کشتی و پهلوانان

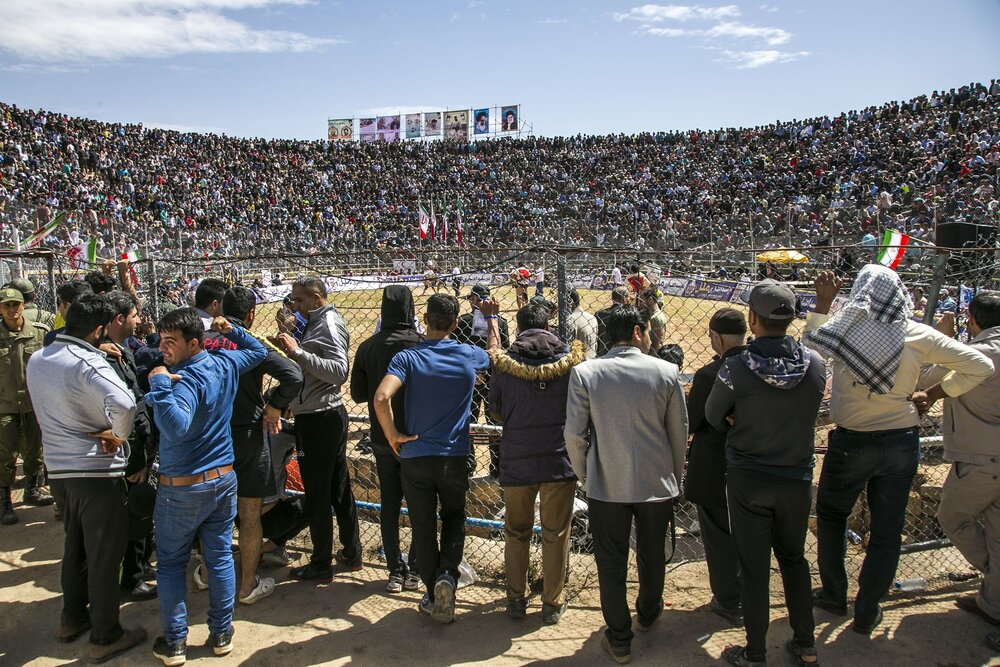
گود زینل خان

مسابقات کشتی چوخه هر ساله در تاریخ ۱۴ فروردین در اسفراین برگزار می‌شود. گود زینل خان در اسفراین هر ساله میزبان چندین مسابقه استانی و ملی معتبر است.
همچنین جام کشتی برادران زهرایی هم در شیروان و گود امام مرشد فاروج برگزار می‌شود.
مسابقات کشتی چوخه در جاجرم نیز دارای قدمت زیادی است و هر ساله در ایام نوروز و برخی اوقات دیگر با شکوه خاصی در جاجرم برگزار می‌شود.

## تفرجگاه‌ها
شهرستان اسفراین
دهکده توریستی روئین و سد بیدواز و غار برقیستان در شهر زیبای صفی‌آباد و درهٔ جاج سست در اسفراین، شهر بلقیس، امامزاده باباقدرت

#### شهرستان بجنورد
پارک باباامان، آبگرم ایوب پیغمبر، پارک بش قارداش، روستای پیغو، کمپ گلستان، آبشار حمید، دره بازخانه، دره فیروزه، دره مهنان و آب گرم قراجه روستای پلکانی اسفیدان باغ ملا محمد در توابع روستای باغچق، آینه خانه و عمارت مفخم، کوشک علی‌آباد، حسینه جاجرمی، کاروانسرای سبزه میدان، حمام عسگری
شهر چنارانشهر شهری گردشگر پسند و سرسبز دارای منابع بکر طبیعی و چشمه سارهای پرآب و همچنین درختان گردو درختان میوه هلو و… است. وجود درخت چنار در بالای چشمه سار این شهر که به عهد قاچاریه می‌رسد به مراجعه کنند گان این شهر افزوده است.

#### شهرستان سملقان
آتشکده اسپاخو، تپه باستانی ریوی، آبشار بیار، روستای درکش، آبشار زوعلیا، آبگرم مهمانک، روستای شیر آباد

#### شهرستان شیروان
حمام تاریخی پیرشهید، مناطق حفاظت شده ییلاقی گلیل و سرانی، دریاچه سد بارزو، غارهای دستکند هنامه، روستاهای پلکانی و بکر زوارم و گلیان، اوغاز، تفتازان، بوانلو، حصارپهلوانلو، برزلی، گرماب، بلغان، باداملق، کوهستان پارک شیرکوه، چهارطاقی تیموری شیروان، تپه ارگ باستانی شیروان، روستاهای هدف گردشگری قلعه زو، اسطرخی، آبشار زیبایی اسطرخی

#### شهرستان فاروج
حمام فاروج، اقامتگاه بوم گردشگری مردکانلو، حمام روستای استاد، دره خسروی، قله شاه جهان، آرامگاه بابا و بی بی، امام‌زاده اولیا استاد، برج مفرنقاه، تپه طویل، برج استاد، درخت ۵۰۰ ساله اسفجیر، گلورتپه و کول تپه، امام زاده عبدالله رحمان خرق، امام مرشد، غار تاریخی تبریان، سد چری، تپه چکی، تپه خیرآباد، تپه خلق آباد

#### شهرستان جاجرم
مسجد جامع جاجرم، نارین قلعهٔ جاجرم، کوشک جاجرم، سردابهٔ جاجرم، ارگ کاظم خان جاجرم، قلعهٔ خان جاجرم، بقعهٔ مبارکهٔ خواجه علی بن مهزیار جاجرم، کوه بابای جاجرم، تنگهٔ جاجرم، تپهٔ پهلوان جاجرم، تپهٔ حیدران جاجرم رباط قلی حمام جاجرم، پول چوبی ابریشم، قلعه جلال الدین

#### شهرستان گرمه
رباط عشق، روستا دشت، رباط قره بیل، مسجد جامع درق، امامزاده فضل بن علی درق، امامزادگان ابراهیم و محمد درق، قلعه قدیمی دهی درق، قلعه قدیمی نارنج قلعه درق، غار کفترک درق، بند تاریخی مهار (معار) درق، آب انبارهای قدیمی راه‌های قدیمی (مسیر درق - شاهرود)، یادبود و گلزار شهدای شهر درق، قلعه خداوردی درق، نظرگاه امام علی گرمه، شهر باستانی ده هزار ساله راونیز، غار برقیستان، امامزاده باباقدرت، روستای تاریخی آردین، روستای تاریخی پرثوادر کنار روستای گسگ، امامزاده حمزه دهنه شیرین، تپه قلعه کهنه کند.

#### شهرستان راز و جرگلان
سد غلامان، بوم گردی یوقان برج (به همراه اسب سواری) در بخش غلامان، بوم گردی جرگلان، سد چندیر جرگلان، اسب ترکمن